# Gregorius Melki Ürek
Grzegorz (imię świeckie Melki Ürek, ur. 1 stycznia 1959 w Midin) – duchowny Syryjskiego Kościoła Ortodoksyjnego, od 2006 arcybiskup Adiyamanu.

## Życiorys
Święcenia kapłańskie przyjął 5 sierpnia 1985. Sakrę biskupią otrzymał 10 grudnia 2006.